# Morti il 19 marzo

## XII secolo(1)
- 1124 - Sigfrido II di Weimar-Orlamünde, nobile tedesco (n. 1107)

## XIII secolo(9)
- 1205 - Costantino XI Lascaris, imperatore bizantino
- 1238 - Enrico I il Barbuto, duca (n. 1163)
- 1244 - Isnardo da Chiampo, religioso italiano
- 1246 - Sigfrido di Ratisbona, vescovo cattolico tedesco (n. 1188)
- 1251 - Andrea Gallerani, religioso italiano
- 1255 - Principe Masanari, poeta giapponese (n. 1200)
- 1263 - Hughes de Saint-Cher, cardinale francese
- 1286 - Alessandro III di Scozia, re (n. 1241)
- 1289 - Giovanni da Parma, religioso italiano (n. 1208)

## XIV secolo(5)
- 1328 - Anna d'Asburgo, nobile austriaca (n. 1280)
- 1330 - Edmondo Plantageneto, I conte di Kent, principe inglese (n. 1301)
- 1339 - Cianghella della Tosa, italiana
- 1367 - Sibillina Biscossi, monaca cristiana, mistica e veggente italiana (n. 1287)
- 1372 - Giovanni II del Monferrato, marchese (n. 1321)

## XV secolo(4)
- 1478 - Federico II di Brunswick-Lüneburg, nobile tedesco (n. 1418)
- 1479 - Francesco Della Croce, presbitero italiano
- 1492 - Filippo II di Nassau-Weilburg, conte (n. 1418)
- 1496 - Marco da Montegallo, religioso italiano (n. 1425)

## XVI secolo(10)
- 1504 - Matteo di Borbone, nobile e condottiero francese
- 1534 - Hafsa Sultan, ottomana
- 1539 - Edmund Howard, nobile britannico
- 1553 - Ludovico Cati, giurista, ambasciatore e politico italiano (n. 1490)
- 1563 - Arthur Brooke, poeta e traduttore inglese
- 1566 - Arima Haruzumi, militare giapponese (n. 1483)
- 1568 - Elizabeth Seymour, nobile inglese (n. 1518)
- 1581 - Francesco I di Sassonia-Lauenburg, duca (n. 1510)
- 1582 - Eleonora Sanvitale, poetessa italiana (n. 1558)
- 1587 - Domenico della Rovere, vescovo cattolico italiano (n. 1518)

## XVII secolo(18)
- 1605 - Daniyal Mirza, principe e poeta indiano (n. 1572)
- 1616 - Johannes Fabricius, medico, astrologo e astronomo tedesco (n. 1587)
- 1626 - Pierre Coton, gesuita e letterato francese (n. 1564)
- 1629 - Maria van Utrecht, nobildonna olandese (n. 1551)
- 1634 - Eleonora degli Albizi, nobildonna italiana (n. 1543)
- 1637 - Péter Pázmány, cardinale e arcivescovo cattolico ungherese (n. 1570)
- 1643 - Spencer Compton, II conte di Northampton, ufficiale e politico inglese (n. 1601)
- 1644 - Guru Har Gobind, mistico indiano (n. 1595)
- 1649 - Cristoforo Giarda, vescovo cattolico italiano (n. 1595)
- 1656 - Georgius Calixtus, teologo tedesco (n. 1586)
- 1660 - Giulio Taddeo Guasco, religioso e presbitero italiano (n. 1590)
- 1662 - Ebba Sparre, nobildonna svedese (n. 1629)
- 1666 - Hercules Sanders, pittore olandese (n. 1606)
- 1673 - Gerrit van Bronckhorst, pittore e disegnatore olandese (n. 1636)
- 1674 - Vincenzo Manenti, pittore italiano (n. 1600)
- 1683 - Thomas Killigrew, drammaturgo e impresario teatrale britannico (n. 1612)
- 1687 - René Robert Cavelier de La Salle, esploratore francese (n. 1643)
- 1691 - Nicholas De Mayer, politico tedesco (n. 1635)

## XVIII secolo(17)
- 1701 - John Egerton, III conte di Bridgewater, militare britannico (n. 1646)
- 1711 - Francesco Domenico del Liechtenstein, principe austriaco (n. 1689)
- 1719 - Giambattista Spinola, cardinale italiano (n. 1646)
- 1721 - Papa Clemente XI, papa, vescovo cattolico e cardinale italiano (n. 1649)
- 1730 - Pietro Mellarède de Bettonet, politico e diplomatico italiano (n. 1659)
- 1743 - Ignazio Solaro di Moretta, nobile e diplomatico italiano (n. 1662)
- 1745 - Giovanni Francesco Guerniero, architetto e scultore italiano (n. 1665)
- 1747 - Caterina Opalińska, sovrana polacca (n. 1680)
- 1754 - Germain Boffrand, architetto francese (n. 1667)
- 1754 - Giuseppe Maria Ruffo, arcivescovo cattolico italiano (n. 1696)
- 1756 - Giuseppe Avitrano, compositore e violinista italiano
- 1768 - Contuccio Contucci, archeologo e gesuita italiano (n. 1688)
- 1776 - Gaetano II Sforza Cesarini, V principe di Genzano, principe e presbitero italiano (n. 1728)
- 1783 - Frederick Cornwallis, arcivescovo anglicano e teologo inglese (n. 1713)
- 1790 - Cezayirli Gazi Hasan Pascià, militare e politico ottomano (n. 1713)
- 1795 - Giovanni Battista Feroggio, architetto italiano (n. 1723)
- 1800 - Joseph de Guignes, orientalista francese (n. 1721)

## XIX secolo(68)
- 1801 - Ambrosio O'Higgins, politico spagnolo (n. 1720)
- 1806 - James Jackson, politico e generale statunitense (n. 1757)
- 1811 - Antoine-Eléonore-Léon Le Clerc de Juigné, arcivescovo cattolico francese (n. 1728)
- 1811 - František Adam Míča, compositore ceco (n. 1746)
- 1816 - Filippo Mazzei, medico, filosofo e saggista italiano (n. 1730)
- 1817 - Alfonso Airoldi, arcivescovo cattolico italiano (n. 1729)
- 1818 - Sebastiano Canterzani, matematico e fisico italiano (n. 1734)
- 1819 - Francesco Bellati, storico, numismatico e economista italiano (n. 1749)
- 1819 - Charles Monnet, pittore, disegnatore e illustratore francese (n. 1732)
- 1822 - Francesco Fontana, cardinale italiano (n. 1750)
- 1823 - Adam Kazimierz Czartoryski, nobile, politico e scrittore polacco (n. 1734)
- 1823 - Luis María de Borbón y Vallabriga, cardinale e arcivescovo cattolico spagnolo (n. 1777)
- 1829 - Jacques-Antoine de Révérony Saint-Cyr, militare, scrittore e librettista francese (n. 1767)
- 1831 - Juan Pascual Pringles, militare argentino (n. 1795)
- 1831 - Donato Tommasi, giurista e politico italiano (n. 1761)
- 1834 - Pierre-Auguste Adet, medico, chimico e politico francese (n. 1763)
- 1834 - Luigi Arcovito, generale e patriota italiano (n. 1766)
- 1840 - Dialogante-con-lo-Spirito, condottiero nativo americano (n. 1770)
- 1842 - Pierre Révoil, pittore francese (n. 1776)
- 1847 - Georges Alexis Mocquery, generale, politico e nobile francese (n. 1772)
- 1848 - Giuseppe Broggi, militare e patriota italiano (n. 1814)
- 1849 - James Justinian Morier, scrittore e diplomatico britannico (n. 1780)
- 1849 - Franz Xaver Niemetschek, filosofo e critico musicale boemo (n. 1766)
- 1850 - Wilhelm von Dörnberg, generale, rivoluzionario e diplomatico tedesco (n. 1768)
- 1852 - Zoé Talon, francese (n. 1785)
- 1853 - Pietro Frattini, patriota italiano (n. 1821)
- 1853 - Giuseppe Vivoli, storico e notaio italiano (n. 1779)
- 1854 - William Pope Duval, politico statunitense (n. 1784)
- 1856 - Ludovico Lipparini, pittore italiano (n. 1800)
- 1857 - William Henry Playfair, architetto britannico (n. 1790)
- 1859 - David Campbell, politico statunitense (n. 1779)
- 1861 - Giovanni Brighenti, pittore italiano (n. 1782)
- 1862 - Vittorio Angius, scrittore, storico e politico italiano (n. 1797)
- 1862 - Friedrich Wilhelm Schadow, pittore tedesco (n. 1788)
- 1865 - Joseph Lebeau, politico belga (n. 1794)
- 1868 - Philipp von Stadion und Thannhausen, generale austriaco (n. 1799)
- 1870 - Domenico Chiodo, generale e architetto italiano (n. 1823)
- 1870 - Andrea Cittadella Vigodarzere, politico italiano (n. 1804)
- 1871 - Wilhelm Karl Ritter von Haidinger, mineralogista, geologo e fisico austriaco (n. 1795)
- 1875 - Jean-Baptiste Vuillaume, liutaio francese (n. 1798)
- 1876 - Filippo Andrea V Doria Pamphili, nobile e politico italiano (n. 1813)
- 1876 - Thomas M'Clintock, farmacista statunitense (n. 1792)
- 1879 - Claire Clairmont, inglese (n. 1798)
- 1879 - Domenico Elena, prefetto e politico italiano (n. 1811)
- 1880 - Jacob Axel Josephson, compositore svedese (n. 1818)
- 1880 - Francesco Marzolo, chirurgo italiano (n. 1818)
- 1882 - Carl Robert Jakobson, scrittore, politico e giornalista estone (n. 1841)
- 1883 - Victor von Bruns, chirurgo tedesco (n. 1812)
- 1884 - Elias Lönnrot, filologo, medico e botanico finlandese (n. 1802)
- 1884 - Joaquín Pardo de Tavera, attivista filippino (n. 1829)
- 1884 - Siro Zuliani, italiano (n. 1852)
- 1886 - Stefano De Lisi, scultore italiano (n. 1864)
- 1887 - Józef Ignacy Kraszewski, scrittore polacco (n. 1812)
- 1888 - Franz Xaver von Gietl, medico tedesco (n. 1803)
- 1889 - Domenico Marco, prefetto, avvocato e politico italiano (n. 1816)
- 1891 - Frīdrihs Jānis Baumanis, architetto lettone (n. 1834)
- 1891 - Ernest Hoschedé, collezionista d'arte francese (n. 1837)
- 1891 - Anselmo Tommasi, patriota e politico italiano (n. 1810)
- 1894 - Karl von Blaas, pittore austriaco (n. 1815)
- 1895 - Corrado Moncada di Paternò, nobile e politico italiano (n. 1820)
- 1896 - George Richmond, pittore britannico (n. 1809)
- 1898 - João da Cruz e Sousa, poeta brasiliano (n. 1861)
- 1898 - Bonaventura Gerardi, politico italiano (n. 1826)
- 1898 - Charles West, medico britannico (n. 1816)
- 1899 - Francesco Gabrielli, pedagogista italiano (n. 1857)
- 1899 - Charles Victor Naudin, botanico francese (n. 1815)
- 1899 - Giovanni Potenziani, politico italiano (n. 1850)
- 1900 - Charles-Louis Hanon, pedagogo, compositore e organista francese (n. 1819)

## XX secolo(256)
- 1901 - François Chifflart, pittore e incisore francese (n. 1825)
- 1901 - Adolf Dobrjan'skyj, patriota, avvocato e politico (n. 1817)
- 1902 - Charles Pierre Henri Rieu, arabista svizzero (n. 1820)
- 1905 - Julius Neßler, chimico tedesco (n. 1827)
- 1906 - Étienne Carjat, disegnatore, fotografo e giornalista francese (n. 1828)
- 1906 - Victor Fatio, zoologo svizzero (n. 1838)
- 1907 - Thomas Bailey Aldrich, scrittore e poeta statunitense (n. 1836)
- 1907 - Mariano Baptista, politico boliviano (n. 1832)
- 1907 - Vladimir Nikolaevič Lamsdorf, politico e diplomatico russo (n. 1845)
- 1908 - Demetrio Del Prete, politico italiano (n. 1826)
- 1908 - Eduard Zeller, storico della filosofia tedesco (n. 1814)
- 1909 - James Hutchison Stirling, filosofo inglese (n. 1820)
- 1915 - Antonio Agliardi, cardinale e arcivescovo cattolico italiano (n. 1832)
- 1915 - Eugene Beauharnais Cook, compositore di scacchi statunitense (n. 1830)
- 1915 - Franz Xaver Neruda, violoncellista e compositore ceco (n. 1843)
- 1915 - William Smart, economista britannico (n. 1853)
- 1916 - Girolamo Maria Gotti, cardinale e arcivescovo cattolico italiano (n. 1834)
- 1916 - Vasilij Ivanovič Surikov, pittore russo (n. 1848)
- 1917 - François Mocquard, erpetologo francese (n. 1834)
- 1917 - Christian Schmidt, calciatore tedesco (n. 1888)
- 1919 - Hugh Munro, alpinista scozzese (n. 1856)
- 1922 - Comasco Comaschi, anarchico italiano (n. 1895)
- 1922 - Max von Hausen, generale tedesco (n. 1846)
- 1922 - Pietro Monni-Serra, politico e poeta italiano (n. 1852)
- 1922 - Leontina Papà, attrice teatrale e attrice cinematografica italiana (n. 1842)
- 1923 - Julius Meurer, alpinista e scrittore austriaco (n. 1838)
- 1923 - Kuno von Moltke, generale tedesco (n. 1847)
- 1924 - David Ferrier, psicologo e neurologo scozzese (n. 1843)
- 1924 - Michele Gerardo Pasquarelli, medico e antropologo italiano (n. 1868)
- 1925 - Firmin Bouisset, illustratore e litografo francese (n. 1859)
- 1925 - Marcel Lacour, ciclista su strada belga (n. 1890)
- 1925 - Nariman Narimanov, politico, scrittore e giornalista azero (n. 1870)
- 1927 - Khalid bin Barghash di Zanzibar, sultano tanzaniano (n. 1874)
- 1927 - Alexander Tietze, chirurgo tedesco (n. 1864)
- 1928 - Nora Bayes, attrice e cantante statunitense (n. 1880)
- 1928 - Anton Steinmaier, alpinista austriaco (n. 1881)
- 1928 - Emil Wiechert, fisico tedesco (n. 1861)
- 1929 - Giuseppe Cirincione, oculista e politico italiano (n. 1863)
- 1930 - Arthur James Balfour, politico britannico (n. 1848)
- 1930 - Henry Faulds, medico e missionario scozzese (n. 1843)
- 1930 - Eugenio Maccagnani, scultore italiano (n. 1852)
- 1930 - Ernesto Maldarelli, intagliatore, ebanista e scultore italiano (n. 1850)
- 1930 - Wilfrid Voynich, antiquario polacco (n. 1865)
- 1931 - Fausto Cecconi, militare e aviatore italiano (n. 1904)
- 1931 - Giuseppe Damonte, militare e aviatore italiano (n. 1899)
- 1931 - Umberto Maddalena, ufficiale e aviatore italiano (n. 1894)
- 1932 - Edmond Barrett, lottatore, tiratore di fune e pesista britannico (n. 1877)
- 1932 - Gildaldo Bassi, fotografo italiano (n. 1852)
- 1932 - Richard Specht, musicologo, drammaturgo e paroliere austriaco (n. 1870)
- 1933 - Marcel Bertrand, calciatore francese (n. 1899)
- 1933 - Erhard Heiden, generale tedesco (n. 1901)
- 1933 - Albert Paulig, attore tedesco (n. 1873)
- 1933 - Şehzade Mehmed Nizameddin, principe ottomano (n. 1908)
- 1934 - Eduardo Cimbali, giurista italiano (n. 1862)
- 1934 - Quirico Travaini, vescovo cattolico italiano (n. 1866)
- 1936 - Antonio Leoni, politico, avvocato e magistrato italiano (n. 1877)
- 1936 - Mario Tadini, militare e aviatore italiano (n. 1914)
- 1936 - Raoul Villain, criminale e attivista francese (n. 1885)
- 1937 - Luigi Birarda, militare italiano (n. 1904)
- 1937 - Ermenegildo Dal Pan, aviatore e militare italiano (n. 1914)
- 1937 - Giovanni Teotini, militare italiano (n. 1914)
- 1938 - Bruno Cavallotti, militare italiano (n. 1912)
- 1938 - George Hay-Drummond, XIV conte di Kinnoull, nobile scozzese (n. 1902)
- 1939 - Charles-François-Prosper Guérin, pittore francese (n. 1875)
- 1940 - Camilla Del Soldato, scrittrice e traduttrice italiana (n. 1862)
- 1941 - Matteo Ceirano, progettista, imprenditore e pilota automobilistico italiano (n. 1870)
- 1941 - Giorgio di Borbone-Parma, principe e militare italiano (n. 1900)
- 1942 - Clinton Hart Merriam, zoologo, ornitologo e entomologo statunitense (n. 1855)
- 1942 - Jan Włodarkiewicz, militare polacco (n. 1900)
- 1943 - Domenico Bassi, bibliotecario, filologo classico e papirologo italiano (n. 1859)
- 1943 - Abel Decaux, compositore, organista e insegnante francese (n. 1869)
- 1943 - Frank Nitti, mafioso italiano (n. 1886)
- 1943 - Riccardo Paladini, ammiraglio italiano (n. 1879)
- 1943 - Anna Smoleńska, partigiana polacca (n. 1920)
- 1944 - Édouard de Castelnau, generale francese (n. 1851)
- 1944 - Giuseppe De Liguoro, regista e attore italiano (n. 1869)
- 1945 - Georges André, giocatore di curling e bobbista francese (n. 1876)
- 1945 - Franz Augsberger, generale austriaco (n. 1905)
- 1945 - Marcel Callo, beato francese (n. 1921)
- 1945 - Clyde Hart, pianista e arrangiatore statunitense (n. 1910)
- 1945 - Franco Tedeschi, italiano (n. 1922)
- 1945 - Heinz von Westernhagen, militare tedesco (n. 1911)
- 1946 - Marcel Bucard, politico francese (n. 1895)
- 1946 - Catherine Carswell, scrittrice e giornalista scozzese (n. 1879)
- 1946 - Louis Vernet, arciere francese (n. 1870)
- 1948 - Essek William Kenyon, predicatore statunitense (n. 1867)
- 1948 - Adelmo Niccolai, politico e avvocato italiano (n. 1885)
- 1949 - Wheeler Oakman, attore statunitense (n. 1890)
- 1949 - Vinçenc Prennushi, arcivescovo cattolico e beato albanese (n. 1885)
- 1949 - James Somerville, militare britannico (n. 1882)
- 1949 - Ferdinand Wesely, calciatore austriaco (n. 1897)
- 1950 - Sigfús Blöndal, scrittore islandese (n. 1874)
- 1950 - John Brandt, golfista statunitense (n. 1883)
- 1950 - Edgar Rice Burroughs, scrittore statunitense (n. 1875)
- 1950 - Walter Norman Haworth, chimico britannico (n. 1883)
- 1950 - Alexandru Vaida-Voevod, politico rumeno (n. 1872)
- 1952 - Emanuele de Cillis, agronomo e politico italiano (n. 1866)
- 1952 - Robert Guérin, giornalista e dirigente sportivo francese (n. 1876)
- 1953 - Irène Bordoni, cantante e attrice francese (n. 1889)
- 1953 - Arkadij Dmitrievič Švecov, ingegnere sovietico (n. 1892)
- 1954 - Walter Braunfels, compositore e pianista tedesco (n. 1882)
- 1954 - Earl Hand, militare e aviatore canadese (n. 1897)
- 1955 - Ferruccio Biancini, attore, regista e sceneggiatore italiano (n. 1890)
- 1955 - Leonid Aleksandrovič Govorov, generale sovietico (n. 1897)
- 1955 - Mihály Károlyi, politico ungherese (n. 1875)
- 1956 - Nello Bartolini, mezzofondista e siepista italiano (n. 1904)
- 1956 - Sebastiano Consoli, scrittore, drammaturgo e archeologo italiano (n. 1875)
- 1956 - Massimo Fink, bobbista italiano (n. 1896)
- 1956 - Suzanne Hecht Pontremoli, collezionista d'arte francese (n. 1876)
- 1956 - Lillian Leighton, attrice e sceneggiatrice statunitense (n. 1874)
- 1956 - Pietro Tacchi Venturi, presbitero e storico italiano (n. 1861)
- 1956 - Rudolf Veiel, generale tedesco (n. 1883)
- 1958 - Hellmer Hermandsen, tiratore a segno norvegese (n. 1871)
- 1959 - Umberto Barbaro, critico cinematografico, sceneggiatore e regista italiano (n. 1902)
- 1960 - Maurice Blanchard, ingegnere e poeta francese (n. 1890)
- 1960 - Sonya Levien, sceneggiatrice russa (n. 1888)
- 1960 - Adolf Schulten, archeologo, storico e filologo tedesco (n. 1870)
- 1961 - Francesco Di Cristina, mafioso italiano (n. 1896)
- 1961 - Ettore Fagiuoli, architetto e scenografo italiano (n. 1884)
- 1961 - B. Carroll Reece, politico statunitense (n. 1889)
- 1962 - Giuseppe De Luca, presbitero, editore e saggista italiano (n. 1898)
- 1962 - Vasilij Iosifovič Džugašvili, generale sovietico (n. 1921)
- 1962 - Ettore Fabietti, bibliotecario e librettista italiano (n. 1876)
- 1962 - Gertrude Robinson, attrice statunitense (n. 1890)
- 1963 - Adalbero Fleischer, vescovo cattolico e missionario tedesco (n. 1874)
- 1964 - John Henry Lloyd, giocatore di baseball statunitense (n. 1884)
- 1965 - Marcello Caracciolo, costumista italiano (n. 1896)
- 1965 - Pierre Chayriguès, allenatore di calcio e calciatore francese (n. 1892)
- 1965 - Alfredo De Polzer, politico e statistico italiano (n. 1904)
- 1965 - Gheorghe Gheorghiu-Dej, politico rumeno (n. 1901)
- 1966 - Erik Aaes, scenografo danese (n. 1899)
- 1966 - Eduardo Alfredo Olivero, militare e aviatore argentino (n. 1896)
- 1966 - Buster West, attore statunitense (n. 1901)
- 1967 - Vigilio De Grassi, architetto e urbanista italiano (n. 1889)
- 1967 - Frederick Edgeworth Morgan, generale britannico (n. 1894)
- 1968 - Alfred Baeumler, filosofo tedesco (n. 1887)
- 1968 - Augusto Maselli, calciatore italiano (n. 1896)
- 1968 - Fedde Schurer, poeta, giornalista e insegnante olandese (n. 1898)
- 1968 - Cesare Sofianopulo, pittore e letterato italiano (n. 1889)
- 1969 - Gaetano Boschi, neurologo italiano (n. 1882)
- 1969 - Lola Braccini, attrice e doppiatrice italiana (n. 1889)
- 1969 - Francesco Cataldo, politico italiano (n. 1907)
- 1969 - Pietro Mastino, politico italiano (n. 1883)
- 1970 - Dina Bertoni Jovine, scrittrice, giornalista e pedagogista italiana (n. 1898)
- 1970 - Galliano Gervasi, politico, partigiano e sindacalista italiano (n. 1899)
- 1970 - Antonio Luigi Lombardini, politico italiano (n. 1904)
- 1970 - Walter McGrail, attore statunitense (n. 1888)
- 1970 - Armando Ronca, architetto italiano (n. 1901)
- 1971 - Jim Beckett, pallanuotista irlandese (n. 1884)
- 1971 - Hans Walter Imhoff, calciatore svizzero (n. 1886)
- 1971 - Salvatore Petagna, intarsiatore italiano (n. 1893)
- 1972 - Roberto Crippa, pittore, scultore e aviatore italiano (n. 1921)
- 1972 - Fred Grinham, pistard statunitense (n. 1881)
- 1972 - John Quincy Stewart, astrofisico statunitense (n. 1894)
- 1973 - Léon Louyet, ciclista su strada belga (n. 1906)
- 1973 - Hans Stubb, calciatore tedesco (n. 1906)
- 1974 - Paolo Botto, arcivescovo cattolico italiano (n. 1896)
- 1974 - Austin Clarke, poeta, drammaturgo e romanziere irlandese (n. 1896)
- 1974 - Anne Klein, stilista statunitense (n. 1923)
- 1974 - Edward Platt, attore statunitense (n. 1916)
- 1974 - Margherita Sanna, politica italiana (n. 1904)
- 1975 - Harry Lachman, pittore, scenografo e regista statunitense (n. 1886)
- 1975 - Enrico Sannazzari, calciatore italiano (n. 1895)
- 1976 - Aldo Bocchese, militare e aviatore italiano (n. 1894)
- 1976 - Stuart Cloete, scrittore, saggista e biografo sudafricano (n. 1897)
- 1976 - Roger Cornforth, pallanuotista e rugbista a 15 australiano (n. 1919)
- 1976 - Albert Dieudonné, attore, regista e scrittore francese (n. 1889)
- 1976 - Paul Kossoff, chitarrista inglese (n. 1950)
- 1977 - Ettore Crovini, politico, antifascista e partigiano italiano (n. 1895)
- 1977 - Pehr Edman, biochimico svedese (n. 1916)
- 1977 - Gil Turner, animatore, fumettista e regista statunitense (n. 1913)
- 1977 - Edmond De Weck, calciatore svizzero (n. 1901)
- 1978 - Gaston Julia, matematico francese (n. 1893)
- 1978 - Albrecht Knust, ballerino e coreografo tedesco (n. 1896)
- 1978 - Shukri Mustafa, terrorista egiziano (n. 1942)
- 1978 - Carlos Torre Repetto, scacchista messicano (n. 1905)
- 1978 - Winifred Westover, attrice statunitense (n. 1899)
- 1979 - Lucien Andriot, direttore della fotografia francese (n. 1892)
- 1979 - Manlio Busoni, attore e doppiatore italiano (n. 1907)
- 1979 - Guido Duo, calciatore e allenatore di calcio italiano (n. 1907)
- 1979 - Joseph J. Hunaerts, astronomo belga (n. 1912)
- 1979 - Ida Rolf, biochimica e docente statunitense (n. 1896)
- 1980 - Jacques Coomans, ciclista su strada belga (n. 1888)
- 1980 - Arvid Emanuelsson, calciatore svedese (n. 1913)
- 1980 - Guido Galli, magistrato italiano (n. 1932)
- 1981 - Raffaello Lospinoso Severini, avvocato e politico italiano (n. 1918)
- 1981 - Tampa Red, cantante e musicista statunitense (n. 1904)
- 1982 - Alan Badel, attore britannico (n. 1923)
- 1982 - Randy Rhoads, chitarrista e compositore statunitense (n. 1956)
- 1982 - Ben Scharnus, cestista statunitense (n. 1917)
- 1982 - Christopher Joseph Weldon, vescovo cattolico statunitense (n. 1905)
- 1983 - Mario Amadeo, scrittore e diplomatico argentino (n. 1911)
- 1984 - Richard Bellman, matematico statunitense (n. 1920)
- 1984 - Garry Winogrand, fotografo statunitense (n. 1928)
- 1985 - Gioacchino Pasqualini, violinista italiano (n. 1902)
- 1986 - Jon Lormer, attore statunitense (n. 1906)
- 1986 - Anna d'Orléans, principessa francese (n. 1906)
- 1986 - Pedro Rizzetti, calciatore brasiliano (n. 1907)
- 1986 - Lino Venturi, politico italiano (n. 1927)
- 1986 - Luciano Virgili, cantante italiano (n. 1922)
- 1987 - Louis de Broglie, fisico, matematico e storico francese (n. 1892)
- 1987 - Emile Meyer, attore statunitense (n. 1910)
- 1987 - Harold Rosenthal, saggista e critico musicale inglese (n. 1917)
- 1988 - Reyner Banham, critico d'arte britannico (n. 1922)
- 1988 - Sabino Barinaga, calciatore e allenatore di calcio spagnolo (n. 1922)
- 1988 - Luisa Becherucci, storica dell'arte e museologa italiana (n. 1904)
- 1988 - Bun Cook, hockeista su ghiaccio e allenatore di hockey su ghiaccio canadese (n. 1904)
- 1988 - Roberto Proietti, pugile italiano (n. 1921)
- 1989 - Normie Glick, cestista statunitense (n. 1927)
- 1989 - Valérie Quennessen, attrice francese (n. 1957)
- 1990 - Angelo Cattaneo, calciatore italiano (n. 1915)
- 1990 - Leopold Neumer, calciatore austriaco (n. 1919)
- 1990 - Andrew Wood, cantante e bassista statunitense (n. 1966)
- 1991 - Mario Boneschi, avvocato e giurista italiano (n. 1907)
- 1991 - Godfred Bysheim, calciatore norvegese (n. 1910)
- 1991 - Bruno Kessler, politico italiano (n. 1924)
- 1991 - Carina Massone Negrone, aviatrice italiana (n. 1911)
- 1991 - Fred Pittino, pittore italiano (n. 1906)
- 1991 - Alide Maria Salvetta, soprano italiano (n. 1941)
- 1991 - Fulvio Setti, militare, aviatore e ostacolista italiano (n. 1914)
- 1992 - Cesare Danova, attore italiano (n. 1926)
- 1992 - Ed Prentiss, attore statunitense (n. 1908)
- 1993 - Karen Dalton, cantante, chitarrista e suonatrice di banjo statunitense (n. 1937)
- 1993 - Georges Garvarentz, compositore francese (n. 1932)
- 1993 - Roger Michelot, pugile francese (n. 1912)
- 1993 - Cesario Rodi, politico italiano (n. 1908)
- 1993 - Lilian Silburn, indologa, filosofa e traduttrice francese (n. 1908)
- 1994 - René Deynis, illustratore e scrittore francese (n. 1928)
- 1994 - Giuseppe Diana, presbitero e attivista italiano (n. 1958)
- 1995 - John Trevor Blokdyk, pilota automobilistico sudafricano (n. 1935)
- 1995 - Giuseppe Nirta, mafioso italiano (n. 1913)
- 1995 - Wolfgang Plath, musicologo tedesco (n. 1930)
- 1995 - Jürgen Schütz, calciatore tedesco (n. 1939)
- 1995 - Yasuo Yamada, doppiatore e attore giapponese (n. 1932)
- 1996 - Chen Jingrun, matematico cinese (n. 1933)
- 1996 - Cesare Ghezzi, rugbista a 15, allenatore di rugby a 15 e dirigente sportivo italiano (n. 1909)
- 1996 - Virginia Henderson, infermiera, insegnante e scrittrice statunitense (n. 1897)
- 1996 - Augusto Melica, politico e medico italiano (n. 1933)
- 1996 - Walter Sullivan, giornalista e saggista statunitense (n. 1918)
- 1997 - Berta Bojetu, scrittrice, poetessa e attrice slovena (n. 1946)
- 1997 - Umberto Branchini, imprenditore italiano (n. 1914)
- 1997 - Jacques Foccart, politico, diplomatico e imprenditore francese (n. 1913)
- 1997 - Eugène Guillevic, poeta francese (n. 1907)
- 1997 - Willem de Kooning, pittore e scultore statunitense (n. 1904)
- 1998 - George Child-Villiers, visconte di Villiers, nobile inglese (n. 1948)
- 1998 - Hanzade Sultan, principessa ottomana (n. 1923)
- 1998 - Jean-Baptiste Outhay Thepmany, vescovo cattolico laotiano (n. 1935)
- 1998 - Catherine Sauvage, cantante e attrice francese (n. 1929)
- 1998 - Hideo Shima, ingegnere e dirigente d'azienda giapponese (n. 1901)
- 1999 - Lorenzo De Antiquis, cantastorie italiano (n. 1909)
- 1999 - Joseph DePietro, sollevatore statunitense (n. 1914)
- 1999 - José Agustín Goytisolo, scrittore e traduttore spagnolo (n. 1928)
- 1999 - Jaime Sabines, poeta e politico messicano (n. 1926)
- 2000 - Egon Jönsson, calciatore svedese (n. 1921)
- 2000 - Vittorio Marulli, ammiraglio italiano (n. 1922)
- 2000 - Mario Zanasi, baritono italiano (n. 1927)

## XXI secolo(124)
- 2001 - Gordon Brown, rugbista a 15 britannico (n. 1947)
- 2001 - Boris Gregorka, ginnasta sloveno (n. 1906)
- 2002 - Ayat Al-Akhras, terrorista palestinese
- 2002 - Marco Biagi, giurista e economista italiano (n. 1950)
- 2002 - Giuliana Nenni, politica, giornalista e traduttrice italiana (n. 1911)
- 2003 - Piero Balbo, militare, partigiano e avvocato italiano (n. 1916)
- 2003 - Romeo Mancini, pittore e scultore italiano (n. 1917)
- 2003 - Lorenzo Pegoraro, produttore cinematografico italiano (n. 1907)
- 2003 - Primo Silvestri, politico italiano (n. 1913)
- 2003 - Rick Zumwalt, attore statunitense (n. 1951)
- 2004 - Bert Barlow, calciatore inglese (n. 1916)
- 2004 - Claudio Dematté, economista e dirigente d'azienda italiano (n. 1942)
- 2004 - John Dennis, attore statunitense (n. 1925)
- 2004 - Ingemar Haraldsson, calciatore svedese (n. 1928)
- 2005 - Ben Dalley, pallanuotista australiano (n. 1916)
- 2005 - John DeLorean, imprenditore statunitense (n. 1925)
- 2005 - Gianluigi Di Franco, musicista italiano (n. 1953)
- 2005 - Wim van der Gijp, calciatore olandese (n. 1928)
- 2005 - Jader Jacobelli, giornalista italiano (n. 1918)
- 2006 - Mohammad Ali, attore pakistano (n. 1931)
- 2006 - Anselmo Colzani, baritono italiano (n. 1918)
- 2006 - Ernesto Duchini, allenatore di calcio e calciatore argentino (n. 1910)
- 2006 - Anatolij Puzač, calciatore sovietico (n. 1941)
- 2007 - Menotti Avanzolini, calciatore italiano (n. 1923)
- 2007 - Giampaolo Calanchini, schermidore italiano (n. 1937)
- 2007 - Calvert DeForest, attore statunitense (n. 1921)
- 2007 - Luther Ingram, cantautore statunitense (n. 1937)
- 2007 - Luigi Romersa, giornalista e scrittore italiano (n. 1917)
- 2007 - Léon Rossi, allenatore di calcio e calciatore francese (n. 1923)
- 2007 - Pavao Tekavčić, linguista e italianista croato (n. 1931)
- 2008 - Arthur C. Clarke, autore di fantascienza e inventore britannico (n. 1917)
- 2008 - Hugo Claus, scrittore, poeta e drammaturgo belga (n. 1929)
- 2008 - Andrea Dalia, giurista italiano (n. 1938)
- 2008 - Salvatore Distaso, statistico e politico italiano (n. 1937)
- 2008 - Philip Jones Griffiths, fotoreporter gallese (n. 1936)
- 2008 - Guglielmo Maetzke, archeologo e etruscologo italiano (n. 1915)
- 2008 - Paul Scofield, attore britannico (n. 1922)
- 2009 - Ion Dolănescu, cantante e politico rumeno (n. 1944)
- 2009 - Ezio Flagello, basso statunitense (n. 1931)
- 2009 - Gertrud Fussenegger, scrittrice austriaca (n. 1912)
- 2009 - Harry Harris, regista televisivo statunitense (n. 1922)
- 2009 - Nicola Lalli, psichiatra e psicologo italiano (n. 1938)
- 2009 - Ine Schäffer, pesista e discobola austriaca (n. 1923)
- 2010 - Renato Cecilia, attore italiano (n. 1931)
- 2010 - Carlo Chenis, vescovo cattolico italiano (n. 1954)
- 2010 - Piero Colli, calciatore e allenatore di calcio italiano (n. 1914)
- 2010 - Raúl de la Torre, regista e sceneggiatore argentino (n. 1938)
- 2011 - Roberto Manuel Blanco, calciatore argentino (n. 1938)
- 2011 - Gustav Lantschner, sciatore alpino, attore e regista cinematografico austriaco (n. 1910)
- 2011 - Mohammed Nabus, giornalista libico (n. 1983)
- 2012 - Ulu Grosbard, regista cinematografico belga (n. 1929)
- 2012 - Antonio Maggi, tennista italiano (n. 1932)
- 2012 - Karl-Heinz Spickenagel, calciatore tedesco orientale (n. 1932)
- 2012 - Knut Erik Tranøy, filosofo norvegese (n. 1918)
- 2013 - Gian Carlo Duranti, saggista italiano (n. 1922)
- 2013 - Valentino Macchi, attore italiano (n. 1937)
- 2013 - Bud Palmer, cestista statunitense (n. 1921)
- 2013 - Harry Reems, attore pornografico statunitense (n. 1947)
- 2013 - Raoul Righi, arbitro di calcio italiano (n. 1921)
- 2014 - Cesare Franchini, calciatore italiano (n. 1932)
- 2014 - Mario Miegge, filosofo italiano (n. 1932)
- 2014 - Fred Phelps, avvocato e religioso statunitense (n. 1929)
- 2014 - László Szőke, calciatore ungherese (n. 1930)
- 2015 - Algimantas Dailidė, militare lituano (n. 1921)
- 2015 - Gerda van der Kade-Koudijs, lunghista, velocista e ostacolista olandese (n. 1923)
- 2015 - José Pacheco, cestista statunitense (n. 1948)
- 2015 - Marco Pavignani, imprenditore italiano (n. 1936)
- 2015 - Mordecai Roshwald, scrittore e autore di fantascienza statunitense (n. 1921)
- 2016 - José Luis Artetxe, calciatore spagnolo (n. 1930)
- 2016 - Nicolás Estéfano, calciatore spagnolo (n. 1947)
- 2016 - Jack Mansell, allenatore di calcio e calciatore inglese (n. 1927)
- 2016 - Sergio Scudeler, calciatore italiano (n. 1924)
- 2016 - Ol'gerd Voroncov, regista sovietico (n. 1927)
- 2017 - Renato Granata, magistrato italiano (n. 1926)
- 2017 - Jean-Francois Marquet, filosofo, storico della filosofia e traduttore francese (n. 1938)
- 2017 - Ryan McBride, calciatore nordirlandese (n. 1989)
- 2017 - Roger Pingeon, ciclista su strada francese (n. 1940)
- 2017 - Ian Stewart, pilota automobilistico britannico (n. 1929)
- 2018 - Irina Begljakova, discobola sovietica (n. 1933)
- 2018 - Linda Bement, modella statunitense (n. 1941)
- 2018 - Irwin Hoffman, direttore d'orchestra statunitense (n. 1924)
- 2018 - Cara Lott, attrice pornografica statunitense (n. 1961)
- 2018 - Keith O'Brien, cardinale e arcivescovo cattolico britannico (n. 1938)
- 2018 - Moishe Postone, storico canadese (n. 1942)
- 2018 - Alfonso Vitale, compositore, teorico della musica e religioso italiano (n. 1937)
- 2019 - Marlen Chuciev, regista georgiano (n. 1925)
- 2019 - Kenneth To, nuotatore australiano (n. 1992)
- 2020 - Román Arámbula, fumettista, illustratore e animatore messicano (n. 1936)
- 2020 - Rino Bolognesi, doppiatore e direttore del doppiaggio italiano (n. 1932)
- 2020 - Enrico Decleva, storico italiano (n. 1941)
- 2020 - Innocenzo Donina, calciatore italiano (n. 1950)
- 2020 - Antonio Michele Stanca, genetista italiano (n. 1942)
- 2020 - Peter Whittingham, calciatore inglese (n. 1984)
- 2020 - Nazzareno Zamperla, stuntman e attore italiano (n. 1937)
- 2021 - Luis Armando Bambarén Gastelumendi, vescovo cattolico peruviano (n. 1928)
- 2021 - Thomas Cavalier-Smith, biologo britannico (n. 1942)
- 2021 - Cristián Cuturrufo, trombettista cileno (n. 1972)
- 2021 - Umberto Gandini, traduttore, giornalista e scrittore italiano (n. 1935)
- 2021 - Glynn Lunney, ingegnere statunitense (n. 1936)
- 2021 - Irmão Lázaro, cantautore, compositore e politico brasiliano (n. 1966)
- 2021 - Barry Orton, wrestler e attore statunitense (n. 1958)
- 2021 - Budge Wilson, scrittrice canadese (n. 1927)
- 2022 - Shahabuddin Ahmed, politico bangladese (n. 1930)
- 2022 - Federico Martín Aramburú, rugbista a 15 e dirigente d'azienda argentino (n. 1980)
- 2022 - Scoey Mitchell, attore e personaggio televisivo statunitense (n. 1930)
- 2023 - Jean-Jacques Favier, ingegnere e astronauta francese (n. 1949)
- 2023 - Marisol Malaret, modella, conduttrice televisiva e giornalista portoricana (n. 1949)
- 2023 - Petar Nadoveza, calciatore e allenatore di calcio jugoslavo (n. 1942)
- 2023 - Emmanuel Oblitey, calciatore ghanese (n. 1934)
- 2024 - Joe Barone, dirigente sportivo italiano (n. 1966)
- 2024 - Neeli Cherkovski, poeta e scrittore statunitense (n. 1945)
- 2024 - Ersen Martin, calciatore turco (n. 1979)
- 2024 - Martin Skaba, calciatore tedesco orientale (n. 1935)
- 2024 - M. Emmet Walsh, attore statunitense (n. 1935)
- 2025 - Kåre Aasgaard, calciatore norvegese (n. 1933)
- 2025 - Dante Carzaniga, allenatore di pallacanestro italiano (n. 1953)
- 2025 - Pedro Cuatrecasas, biochimico spagnolo (n. 1936)
- 2025 - Calistrat Cuțov, pugile rumeno (n. 1948)
- 2025 - Andrija Delibašić, calciatore e allenatore di calcio montenegrino (n. 1981)
- 2025 - Bruno Franceschina, calciatore italiano (n. 1931)
- 2025 - Ivan Guerrerio, scrittore italiano (n. 1963)
- 2025 - Wings Hauser, attore, regista e sceneggiatore statunitense (n. 1947)
- 2025 - Cláudio Lembo, politico, giurista e avvocato brasiliano (n. 1934)
- 2025 - Werner Otto, calciatore tedesco (n. 1929)